# Elitserien i bandy 2012/2013
Elitserien i bandy 2012/2013 var Sveriges högsta division i bandy för herrar säsongen 2012/2013, och inleddes den 20 oktober 2012 när Villa Lidköping BK tog emot Sandvikens AIK. Grundserien avslutades den 12 februari 2013 med en full omgång och slutspelet inleddes den 17 februari. Hammarby IF vann grundserien på 41 poäng, tre poäng före tvåan Villa Lidköping BK. Hammarby IF tog även hem SM-guldet efter att ha slagit fjolårsmästarna Sandvikens AIK i finalen med 9-4 inför 38 474 åskådare på Friends Arena i Solna. Detta var första gången den svenska bandyfinalen spelades i en inomhusarena.

## Upplägg
Elitserien bestod av en grundserie med 14 lag och ett slutspel. I grundserien spelade varje lag mot alla andra lag, en gång hemma och en gång borta, vilket innebar totalt 26 matcher per lag.

## Förlopp
- I slutet av mars 2011 beslutade Svenska Bandyförbundet att från säsongen 2012/2013 flytta SM-finalen från Studenternas IP i Uppsala till i Friends Arena i Solna.[3]
- Skytteligan vanns av David Karlsson, Villa Lidköping BK med 65 fullträffar.[4].

## Tabell
En seger gav två poäng, oavgjort gav en poäng och förlust gav inga poäng.
Lag 1–8: Slutspel
Lag 9–10: Färdigspelat
Lag 11–14: Kvalspel
| Nr | Lag               | S  | V  | O | F  | GM  | IM  | MS  | P  |
| -- | ----------------- | -- | -- | - | -- | --- | --- | --- | -- |
| 1  | Hammarby IF       | 26 | 20 | 1 | 5  | 144 | 82  | +62 | 41 |
| 2  | Villa Lidköping   | 26 | 18 | 2 | 6  | 176 | 103 | +73 | 38 |
| 3  | Sandvikens AIK    | 26 | 17 | 2 | 7  | 163 | 111 | +52 | 36 |
| 4  | Edsbyns IF        | 26 | 17 | 2 | 7  | 134 | 106 | +28 | 36 |
| 5  | Bollnäs GoIF      | 26 | 15 | 1 | 10 | 92  | 90  | +2  | 31 |
| 6  | Broberg/Söderhamn | 26 | 14 | 2 | 10 | 119 | 105 | +14 | 30 |
| 7  | IFK Vänersborg    | 26 | 13 | 2 | 11 | 107 | 112 | −5  | 28 |
| 8  | Västerås SK       | 26 | 10 | 4 | 12 | 119 | 133 | −14 | 24 |
| 9  | Gais              | 26 | 10 | 3 | 13 | 91  | 99  | −8  | 23 |
| 10 | IFK Kungälv       | 26 | 9  | 4 | 13 | 98  | 103 | −5  | 22 |
| 11 | IK Sirius         | 26 | 9  | 4 | 13 | 95  | 114 | −19 | 22 |
| 12 | Vetlanda BK       | 26 | 9  | 2 | 15 | 85  | 103 | −18 | 20 |
| 13 | Ljusdals BK       | 26 | 4  | 1 | 21 | 81  | 155 | −74 | 9  |
| 14 | IFK Motala        | 26 | 2  | 0 | 24 | 75  | 152 | −77 | 4  |

## Seriematcherna
| Matchresultat |
| --- |
| Datum Match Resultat - 20 oktober 2012 Villa Lidköping BK-Sandvikens AIK 6-4 (4-2) - 24 oktober 2012 Hammarby IF-Bollnäs GIF 4-1 (2-0) - 24 oktober 2012 IFK Motala-IK Sirius 1-5 (1-2) - 24 oktober 2012 GAIS Bandy-Vetlanda BK 2-2 (1-1) - 24 oktober 2012 Västerås SK-IFK Kungälv 5-3 (3-1) - 24 oktober 2012 Edsbyns IF-IFK Vänersborg 6-3 (4-3) - 24 oktober 2012 Villa Lidköping BK-Broberg/Söderhamn Bandy 5-2 (3-2) - 24 oktober 2012 Sandvikens AIK-Ljusdals BK 9-3 (3-2) - 26 oktober 2012 IFK Vänersborg-Hammarby IF 4-6 (2-3) - 26 oktober 2012 IK Sirius-GAIS 2-5 (2-3) - 26 oktober 2012 Bollnäs GIF-IFK Motala 5-1 (4-0) - 26 oktober 2012 Vetlanda BK-Västerås SK 3-2 (0-1) - 27 oktober 2012 Ljusdal-Villa Lidköping BK 1-8 (0-4) - 28 oktober 2012 Kungälv-Sandvikens AIK 6-3 (3-2) - 31 oktober 2012 Broberg/Söderhamn Bandy-Edsbyns IF 5-4 (2-3) - 2 november 2012 IFK Motala-IFK Vänersborg 2-4 (0-2) - 2 november 2012 Sandvikens AIK-Vetlanda BK 5-5 (1-3) - 2 november 2012 Västerås SK-IK Sirius 3-4 (1-1) - 2 november 2012 Hammarby IF-Broberg/Söderhamn Bandy 10-1 (3-0) - 2 november 2012 Edsbyns IF-Villa Lidköping BK 11-7 (3-2) - 3 november 2012 GAIS-Bollnäs GIF 1-3 (0-3) - 4 november 2012 Kungälv-Ljusdal 8-2 (3-2) - 6 november 2012 Villa Lidköping BK-Hammarby IF 4-1 (0-1) - 7 november 2012 Bollnäs GIF-Västerås SK 2-8 (2-4) - 7 november 2012 Vetlanda BK-Kungälv 1-2 (1-1) - 7 november 2012 Ljusdal-Edsbyns IF 2-9 (0-3) - 7 november 2012 IK Sirius-Sandvikens AIK 3-6 (2-2) - 7 november 2012 Broberg/Söderhamn Bandy-IFK Motala 7-3 (4-0) - 7 november 2012 IFK Vänersborg-GAIS 4-3 (1-1) - 9 november 2012 Sandvikens AIK-Bollnäs GIF 7-0 (3-0) - 9 november 2012 Västerås SK-IFK Vänersborg 6-2 (3-1) - 9 november 2012 Hammarby IF-Edsbyns IF 6-1 (3-1) - 10 november 2012 GAIS-Broberg/Söderhamn Bandy 2-5 (1-2) - 10 november 2012 Kungälv-IK Sirius 4-4 (4-2) - 10 november 2012 Vetlanda BK-Ljusdal 5-3 (2-3) - 10 november 2012 IFK Motala-Villa Lidköping BK 2-6 (1-4) - 13 november 2012 Villa Lidköping BK-GAIS 5-1 (3-1) - 13 november 2012 Ljusdal-Hammarby IF 3-9 (1-3) - 14 november 2012 Broberg/Söderhamn Bandy-Västerås SK 6-6 (3-6) - 14 november 2012 IK Sirius-Vetlanda BK 1-2 (0-1) - 14 november 2012 IFK Vänersborg-Sandvikens AIK 2-6 (0-2) - 14 november 2012 Bollnäs GIF-Kungälv 2-2 (1-1) - 14 november 2012 Edsbyns IF-IFK Motala 6-3 (4-0) - 16 november 2012 Sandvikens AIK-Broberg/Söderhamn Bandy 4-7 (2-2) - 16 november 2012 Vetlanda BK-Bollnäs GIF 6-4 (3-2) - 16 november 2012 Västerås SK-Villa Lidköping BK 4-4 (2-2) - 17 november 2012 IK Sirius-Ljusdal 2-3 (0-1) - 17 november 2012 Kungälv-IFK Vänersborg 2-2 (1-0) - 17 november 2012 GAIS-Edsbyns IF 2-4 (2-2) - 17 november 2012 IFK Motala-Hammarby IF 4-6 (4-3) - 20 november 2012 IFK Vänersborg-Vetlanda BK 4-2 (1-2) - 21 november 2012 Bollnäs GIF-IK Sirius 6-2 (4-1) - 21 november 2012 Broberg/Söderhamn Bandy-Kungälv 5-6 (3-1) - 21 november 2012 Edsbyns IF-Västerås SK 11-5 (5-1) - 21 november 2012 Hammarby IF-GAIS 8-1 (3-1) - 24 november 2012 Ljusdal-IFK Motala 4-5 (2-2) - 27 november 2012 Sandvikens AIK-Edsbyns IF 4-5 (2-2) - 28 november 2012 IK Sirius-IFK Vänersborg 6-3 (4-1) - 28 november 2012 Kungälv-Villa Lidköping BK 4-3 (1-1) - 28 november 2012 Vetlanda BK-Broberg/Söderhamn Bandy 3-4 (2-4) - 28 november 2012 Bollnäs GIF-Ljusdal 5-2 (2-2) - 28 november 2012 Västerås SK-Hammarby IF 4-6 (0-3) - 28 november 2012 GAIS-IFK Motala 3-2 (2-2) - 30 november 2012 IFK Vänersborg-Bollnäs GIF 1-4 (1-3) - 30 november 2012 Broberg/Söderhamn Bandy-IK Sirius 2-2 (2-0) - 30 november 2012 Hammarby IF-Sandvikens AIK 6-4 (3-0) - 30 november 2012 Edsbyns IF-Kungälv 3-2 (1-1) - 30 november 2012 Villa Lidköping BK-Vetlanda BK 7-1 (3-1) - 1 december 2012 IFK Motala-Västerås SK 4-6 (1-2) - 1 december 2012 Ljusdal-GAIS 6-5 (3-2) - 5 december 2012 Kungälv-Hammarby IF 4-6 (2-1) - 5 december 2012 IFK Vänersborg-Ljusdal 2-5 (1-3) - 5 december 2012 Bollnäs GIF-Broberg/Söderhamn Bandy 4-1 (2-0) - 5 december 2012 Västerås SK-GAIS 7-4 (1-1) - 5 december 2012 Vetlanda BK-Edsbyns IF 4-5 (3-2) - 7 december 2012 Hammarby IF-Vetlanda BK 7-2 (3-0) - 7 december 2012 Broberg/Söderhamn Bandy-IFK Vänersborg 5-0 (3-0) - 7 december 2012 Edsbyns IF-IK Sirius 4-4 (2-2) - 8 december 2012 IFK Motala-Kungälv 9-5 (3-2) - 9 december 2012 Västerås SK-Ljusdal 5-3 (3-1) - 10 december 2012 Villa Lidköping BK-Bollnäs GIF 14-5 (7-1) - 10 december 2012 GAIS-Sandvikens AIK 5-7 (3-4) - 19 december 2012 Villa Lidköping BK-Kungälv 6-4 (3-1) - 19 december 2012 IFK Vänersborg-IK Sirius 7-3 (2-1) - 19 december 2012 IFK Motala-Ljusdal 3-6 (3-3) - 19 december 2012 GAIS-Hammarby IF 2-4 (0-2) - 21 december 2012 Sandvikens AIK-IFK Motala 13-6 (9-3) - 21 december 2012 IK Sirius-Villa Lidköping BK 2-8 (1-2) - 21 december 2012 Edsbyns IF-Vetlanda BK 7-4 (3-1) - 21 december 2012 Ljusdal-Bollnäs GIF 2-3 (0-1) - 26 december 2012 IK Sirius-Hammarby IF 3-6 (1-3) - 26 december 2012 Broberg/Söderhamn Bandy-Ljusdal 5-3 (3-3) - 26 december 2012 Sandvikens AIK-Västerås SK 6-6 (5-2) - 26 december 2012 Vetlanda BK-IFK Motala 6-0 (3-0) - 26 december 2012 Bollnäs GIF-Edsbyns IF 7-3 (3-0) - 26 december 2012 Kungälv-GAIS 2-5 (1-2) - 26 december 2012 IFK Vänersborg-Villa Lidköping BK 8-7 (2-3) - 28 december 2012 Ljusdal-Västerås SK 2-6 (1-3) - 28 december 2012 Vetlanda BK-Hammarby IF 1-2 (1-1) - 28 december 2012 Bollnäs GIF-Villa Lidköping BK 4-3 (3-1) - 28 december 2012 Kungälv-IFK Motala 4-2 (2-2) - 28 december 2012 IK Sirius-Edsbyns IF 4-5 (1-3) - 28 december 2012 Sandvikens AIK-GAIS 6-8 (3-1) - 28 december 2012 IFK Vänersborg-Broberg/Söderhamn Bandy 3-1 (1-1) - 30 december 2012 GAIS-Västerås SK 2-2 (0-2) - 30 december 2012 Hammarby IF-Kungälv 7-5 (3-3) - 30 december 2012 IFK Motala-Sandvikens AIK 4-6 (1-3) - 30 december 2012 Ljusdal-IFK Vänersborg 4-6 (2-1) - 30 december 2012 Villa Lidköping BK-IK Sirius 10-7 (4-4) - 30 december 2012 Broberg/Söderhamn Bandy-Bollnäs GIF 5-3 (2-2) - 2 januari 2013 Vetlanda BK-Villa Lidköping BK 5-4 (0-2) - 2 januari 2013 Kungälv-Edsbyns IF 5-2 (2-0) - 2 januari 2013 GAIS-Ljusdal 6-2 (3-2) - 2 januari 2013 IK Sirius-Broberg/Söderhamn Bandy 7-2 (4-0) - 2 januari 2013 Västerås SK-IFK Motala 7-3 (5-1) - 2 januari 2013 Sandvikens AIK-Hammarby IF 6-4 (2-3) - 4 januari 2013 Bollnäs GIF-IFK Vänersborg 0-2 (0-1) - 4 januari 2013 Broberg/Söderhamn Bandy-Vetlanda BK 7-1 (4-0) - 4 januari 2013 IFK Motala-GAIS 2-5 (0-3) - 4 januari 2013 Hammarby IF-Västerås SK 4-1 (3-1) - 6 januari 2013 Ljusdal-Broberg/Söderhamn Bandy 5-8 (3-4) - 6 januari 2013 Hammarby IF-IK Sirius 9-1 (4-0) - 6 januari 2013 IFK Motala-Vetlanda BK 2-4 (0-2) - 6 januari 2013 Västerås SK-Sandvikens AIK 6-7 (1-4) - 6 januari 2013 Edsbyns IF-Bollnäs GIF 7-3 (2-2) - 6 januari 2013 Villa Lidköping BK-IFK Vänersborg 7-2 (2-2) - 6 januari 2013 GAIS-Kungälv 7-2 (4-0) - 9 januari 2013 Sandvikens AIK-Villa Lidköping BK 7-4 (2-3) - 9 januari 2013 Västerås SK-Edsbyns IF 7-6 (3-0) - 9 januari 2013 Kungälv-Broberg/Söderhamn Bandy 4-5 (2-4) - 9 januari 2013 IK Sirius-Bollnäs GIF 6-3 (2-1) - 9 januari 2013 Vetlanda BK-IFK Vänersborg 3-12 (1-6) - 11 januari 2013 Hammarby IF-IFK Motala 9-3 (4-2) - 11 januari 2013 Edsbyns IF-GAIS 4-2 (1-1) - 11 januari 2013 Bollnäs GIF-Vetlanda BK 1-0 (1-0) - 11 januari 2013 Broberg/Söderhamn Bandy-Sandvikens AIK 4-6 (2-4) - 11 januari 2013 IFK Vänersborg-Kungälv 5-3 (4-1) - 12 januari 2013 Ljusdal-IK Sirius 5-8 (2-4) - 12 januari 2013 Villa Lidköping BK-Västerås SK 13-4 (8-1) - 14 januari 2013 Edsbyns IF-Sandvikens AIK 0-6 (0-1) - 16 januari 2013 Vetlanda BK-IK Sirius 3-4 (1-2) - 16 januari 2013 Sandvikens AIK-IFK Vänersborg 12-5 (4-4) - 16 januari 2013 GAIS-Villa Lidköping BK 6-9 (2-2) - 16 januari 2013 Västerås SK-Broberg/Söderhamn Bandy 3-13 (0-8) - 16 januari 2013 Hammarby IF-Ljusdal 4-4 (3-1) - 16 januari 2013 Kungälv-Bollnäs GIF 2-5 (0-2) - 16 januari 2013 IFK Motala-Edsbyns IF 3-4 (0-4) - 18 januari 2013 IFK Vänersborg-Västerås SK 8-3 (2-1) - 18 januari 2013 Broberg/Söderhamn Bandy-GAIS 4-2 (1-2) - 18 januari 2013 Edsbyns IF-Hammarby IF 7-4 (3-2) - 19 januari 2013 IK Sirius-Kungälv 3-3 (1-2) - 19 januari 2013 Ljusdal-Vetlanda BK 3-5 (2-2) - 19 januari 2013 Bollnäs GIF-Sandvikens AIK 5-4 (2-2) - 19 januari 2013 Villa Lidköping BK-IFK Motala 7-2 (5-1) - 5 februari 2013 Sandvikens AIK-IK Sirius 7-2 (3-1) - 5 februari 2013 GAIS-IFK Vänersborg 3-3 (1-2) - 6 februari 2013 IFK Motala-Broberg/Söderhamn Bandy 2-6 (0-3) - 6 februari 2013 Edsbyns IF-Ljusdal 7-2 (4-0) - 6 februari 2013 Hammarby IF-Villa Lidköping BK 4-6 (2-2) - 6 februari 2013 Kungälv-Vetlanda BK 3-4 (2-1) - 6 februari 2013 Västerås SK-Bollnäs GIF 3-5 (1-2) - 8 februari 2013 Broberg/Söderhamn Bandy-Hammarby IF 1-5 (1-2) - 8 februari 2013 Bollnäs GIF-GAIS 0-1 (0-1) - 8 februari 2013 Vetlanda BK-Sandvikens AIK 3-6 (2-2) - 8 februari 2013 Ljusdal-Kungälv 1-5 (0-2) - 8 februari 2013 IFK Vänersborg-IFK Motala 8-5 (1-3) - 8 februari 2013 IK Sirius-Västerås SK 4-2 (1-0) - 8 februari 2013 Villa Lidköping BK-Edsbyns IF 5-5 (2-3) - 10 februari 2013 Västerås SK-Vetlanda BK 7-2 (3-1) - 10 februari 2013 IFK Motala-Bollnäs GIF 1-5 (0-1) - 10 februari 2013 Villa Lidköping BK-Ljusdal 11-1 (6-0) - 10 februari 2013 GAIS-IK Sirius 4-1 (2-1) - 10 februari 2013 Hammarby IF-IFK Vänersborg 5-2 (2-1) - 10 februari 2013 Edsbyns IF-Broberg/Söderhamn Bandy 5-2 (2-1) - 10 februari 2013 Sandvikens AIK-Kungälv 6-2 (1-2) - 12 februari 2013 Ljusdal-Sandvikens AIK 4-6 (3-4) - 12 februari 2013 Broberg/Söderhamn Bandy-Villa Lidköping BK 6-7 (1-5) - 12 februari 2013 IFK Vänersborg-Edsbyns IF 4-3 (2-3) - 12 februari 2013 Kungälv-Västerås SK 6-1 (3-1) - 12 februari 2013 Vetlanda BK-GAIS 3-4 (1-1) - 12 februari 2013 IK Sirius-IFK Motala 5-1 (3-0) - 12 februari 2013 Bollnäs GIF-Hammarby IF 7-2 (4-2) |

## SM-slutspel
SM-slutspelet påbörjades den 17 februari och avslutades den 17 mars på Friends Arena i Solna. Kvartsfinalerna spelades bäst av fem matcher, semifinalerna likaså medan finalen spelas i en enda match. Inför kvartsfinalerna fick de tre främsta lagen i grundserien välja kvartsfinalmotståndare. Laget på plats 1, Hammarby IF, fick börja välja och valde sjätteplacerade Broberg/Söderhamn. Villa Lidköping BK (tvåa i grundserien) valde Västerås SK som slutade åtta, medan tredjeplacerade Sandvikens AIK valde sjundeplacerade IFK Vänersborg. Detta innebar att det fjärde kvartsfinalsparet blev fyran Edsbyns IF mot femman Bollnäs GoIF.
|  | Kvartsfinaler | Kvartsfinaler      | Kvartsfinaler |                |   | Semifinaler        | Semifinaler | Semifinaler |  |  | Final | Final | Final |  |
|  |               |                    |               |                |   |                    |             |             |  |  |       |       |       |  |
|  | 1             | Hammarby IF        | 3             |                |   |                    |             |             |  |  |       |       |       |  |
|  | 1             | Hammarby IF        | 3             |                |   |                    |             |             |  |  |       |       |       |  |
|  | 6             | Broberg Söderhamn  | 0             |                |   |                    |             |             |  |  |       |       |       |  |
|  | 6             | Broberg Söderhamn  | 0             |                | 1 | Hammarby IF        | 3           |             |  |  |       |       |       |  |
|  |               |                    |               |                | 1 | Hammarby IF        | 3           |             |  |  |       |       |       |  |
|  |               |                    | 4             | Edsbyns IF     | 1 |                    |             |             |  |  |       |       |       |  |
|  | 4             | Edsbyns IF         | 4             | Edsbyns IF     | 1 | 3                  |             |             |  |  |       |       |       |  |
|  | 4             | Edsbyns IF         |               |                |   |                    |             |             |  |  |       |       |       |  |
|  | 5             | Bollnäs GoIF       | 0             |                |   |                    |             |             |  |  |       |       |       |  |
|  | 5             | Bollnäs GoIF       | 0             |                | 1 | Hammarby IF        | 9           |             |  |  |       |       |       |  |
|  |               |                    |               |                |   |                    |             |             |  |  |       |       |       |  |
|  |               |                    | 3             | Sandvikens AIK | 4 |                    |             |             |  |  |       |       |       |  |
|  | 2             | Villa Lidköping BK | 3             | Sandvikens AIK | 4 | 3                  |             |             |  |  |       |       |       |  |
|  | 2             | Villa Lidköping BK |               |                |   |                    |             |             |  |  |       |       |       |  |
|  | 8             | Västerås SK        | 0             |                |   |                    |             |             |  |  |       |       |       |  |
|  | 8             | Västerås SK        | 0             |                | 2 | Villa Lidköping BK | 2           |             |  |  |       |       |       |  |
|  |               |                    |               |                | 2 | Villa Lidköping BK | 2           |             |  |  |       |       |       |  |
|  |               |                    | 3             | Sandvikens AIK | 3 |                    |             |             |  |  |       |       |       |  |
|  | 3             | Sandvikens AIK     | 3             | Sandvikens AIK | 3 | 3                  |             |             |  |  |       |       |       |  |
|  | 3             | Sandvikens AIK     |               |                |   |                    |             |             |  |  |       |       |       |  |
|  | 7             | IFK Vänersborg     | 1             |                |   |                    |             |             |  |  |       |       |       |  |

### Kvartsfinaler
| Datum                          | Match                          | Resultat      | Ref           |
| ------------------------------ | ------------------------------ | ------------- | ------------- |
| Hammarby IF–Broberg/Söderhamn  | Hammarby IF–Broberg/Söderhamn  | 3–0 i matcher | 3–0 i matcher |
| 17 februari 2013               | Broberg–Hammarby               | 1–7           |               |
| 19 februari 2013               | Hammarby–Broberg               | 5–2           |               |
| 23 februari 2013               | Hammarby–Broberg               | 7–5           |               |
| Villa Lidköping BK–Västerås SK | Villa Lidköping BK–Västerås SK | 3–0 i matcher | 3–0 i matcher |
| 17 februari 2013               | Västerås–Villa                 | 2–7           |               |
| 19 februari 2013               | Villa–Västerås                 | 8–3           |               |
| 23 februari 2013               | Villa–Västerås                 | 9–4           |               |
| Datum                          | Match                          | Resultat      | Ref           |
| Sandvikens AIK–IFK Vänersborg  | Sandvikens AIK–IFK Vänersborg  | 3–1 i matcher | 3–1 i matcher |
| 17 februari 2013               | Vänersborg–Sandviken           | 7–4           |               |
| 19 februari 2013               | Sandviken–Vänersborg           | 8–4           |               |
| 24 februari 2013               | Sandviken–Vänersborg           | 7–3           |               |
| 26 februari 2013               | Vänersborg–Sandviken           | 4–6           |               |
| Edsbyns IF–Bollnäs GoIF        | Edsbyns IF–Bollnäs GoIF        | 3–0 i matcher | 3–0 i matcher |
| 17 februari 2013               | Bollnäs–Edsbyn                 | 1–7           |               |
| 19 februari 2013               | Edsbyn–Bollnäs                 | 6–2           |               |
| 23 februari 2013               | Edsbyn–Bollnäs                 | 6–4           |               |

### Semifinaler
| Datum                             | Match                             | Resultat      | Ref           |
| --------------------------------- | --------------------------------- | ------------- | ------------- |
| Hammarby IF–Edsbyns IF            | Hammarby IF–Edsbyns IF            | 3–1 i matcher | 3–1 i matcher |
| 3 mars 2013                       | Edsbyn–Hammarby                   | 2–3           |               |
| 5 mars 2013                       | Hammarby–Edsbyn                   | 6–8           |               |
| 7 mars 2013                       | Hammarby–Edsbyn                   | 4–2           |               |
| 9 mars 2013                       | Edsbyn–Hammarby                   | 1–6           |               |
| Villa Lidköping BK–Sandvikens AIK | Villa Lidköping BK–Sandvikens AIK | 2–3 i matcher | 2–3 i matcher |
| 3 mars 2013                       | Sandviken–Villa                   | 10–9          |               |
| 5 mars 2013                       | Villa–Sandviken                   | 10–2          |               |
| 8 mars 2013                       | Villa–Sandviken                   | 4–5           |               |
| 10 mars 2013                      | Sandviken–Villa                   | 5–7           |               |
| 12 mars 2013                      | Villa–Sandviken                   | 2–7           |               |

### Final

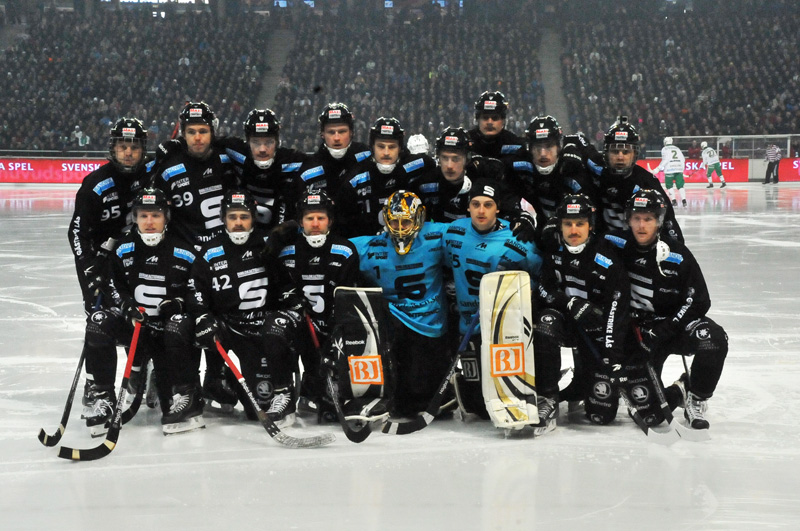
Sandvikens AIK:s finallag

| Datum        | Match              | Resultat | Ref |
| ------------ | ------------------ | -------- | --- |
| 17 mars 2013 | Hammarby–Sandviken | 9–4      |     |

## Kval till Elitserien 2013/2014
En seger gav två poäng, oavgjort gav en poäng och förlust gav inga poäng.

### Grupp 1
Lag 1–2: Elitserien
Lag 3–4: Allsvenskan
| Lag                   | S | V | O | F | GM | IM | MS | P |
| --------------------- | - | - | - | - | -- | -- | -- | - |
| IK Sirius             | 6 | 2 | 3 | 1 | 33 | 25 | +8 | 7 |
| Kalix BF              | 6 | 2 | 3 | 1 | 31 | 30 | +1 | 7 |
| Gripen Trollhättan BK | 6 | 1 | 4 | 1 | 26 | 28 | −2 | 6 |
| IFK Motala            | 6 | 1 | 2 | 3 | 29 | 36 | −7 | 4 |

### Grupp 2
Lag 1–2: Elitserien
Lag 3–4: Allsvenskan
| Lag         | S | V | O | F | GM | IM | MS  | P  |
| ----------- | - | - | - | - | -- | -- | --- | -- |
| Vetlanda BK | 6 | 5 | 0 | 1 | 39 | 20 | +19 | 15 |
| Ljusdals BK | 6 | 3 | 1 | 2 | 35 | 24 | +11 | 10 |
| Örebro SK   | 6 | 3 | 1 | 2 | 35 | 28 | +7  | 10 |
| Tranås BoIS | 6 | 0 | 0 | 6 | 19 | 56 | −37 | 0  |

### Fotnoter
1. ↑  Erik Jonsson. ”2010–2019”. Svenska Bandyförbundet. Arkiverad från originalet den 17 mars 2020. https://web.archive.org/web/20200317215219/https://www.svenskbandy.se/BANDYFINALEN/HISTORIK/Svenskamastare/Herrar/2010-2019. Läst 22 mars 2020.
2. ↑  ”Sandvikens AIK”. https://www.bandyplus.se/lag/sandvikens-aik/.
3. ↑  Claes-G. Bengtsson (31 mars 2011). ”Finalhistorien började i Gävle”. Svenska Bandyförbundet. Arkiverad från originalet den 22 mars 2020. https://web.archive.org/web/20200322103815/https://www.svenskbandy.se/NYHETER/SENASTENYTT/finalhistorienborjadeigavle. Läst 22 mars 2020.
4. ↑  Erik Jonsson. ”Skyttekungar”. Svenska Bandyförbundet. Arkiverad från originalet den 11 mars 2016. https://web.archive.org/web/20160311201110/http://www.svenskbandy.se/SERIERCUPER/ELITSERIENHERR/HISTORIKSTATISTIK/STATISTIK/Malstatistik-overgripande/Skyttekungar/. Läst 22 mars 2020.